# Gáspár Tamás (birkózó)
Gáspár Tamás (becenevén Gazsi; Budapest, 1960. július 19. –) magyar birkózó.

## Élete
Versenysúlya 100 kilogramm, magassága 187 centiméter, versenyszáma a kötött-fogás. Aktív sportpályafutás kezdete: 1966. Sportegyesületei a Ferencváros, A Jövő SC és 1986-tól Vasas SC volt. A kivételes technikai tudása, a lendületes, látványos akciói a magyar kötött-fogás legnagyobbjait idézte. Hegedűs Csaba szövetségi kapitány már 1979-ben bizalmat szavaz a 19 éves ifjúnak. A versenyeken elért előkelő helyek arra késztetik, hogy egyre keményebben megdolgozzon azért, hogy erőben és állóképességben még versenyképesebb legyen. A Los Angeles-i olimpiára politikai okok miatt nem juthatott el.

### Világbajnokság
- 1979-ben a junior világbajnokságon ezüstérmes.
- 1981-ben a felnőtt tornán  ezüstérmet nyer.
- 1985-ben ezüstéremmel térhetett haza.
- 1986-ban világbajnoki cím a Budapest Sportcsarnok zsúfolt nézőtere előtt,

### Világkupa
1986-ban bronzérmet szerzett.

### Európa-bajnokság
- 1979-ben Románia főváros Bukarest adott otthont a versenynek, ahol negyedik helyezett.
- 1980-ban (VI. junior) aranyérem a sikere.
- 1982-ben ötödik helyezett.
- 1983-ban Budapest adott helyszínt a versenynek, ahol ezüstérmes lett.
- 1984-ben érkezett el a csúcsra. Megverte a száz kiló legyőzhetetlennek hitt szovjet klasszisát, Nyikolaj Balbosint. Svédországban, a jönköpingi tornán úgy lesz Európa-bajnok, hogy maga mögé szorítja Balbosinon kívül budapesti legyőzőjét, az amúgy kétszeres világbajnok- és kétszeres Európa-bajnok bolgár Andrej Dimitrovot is.

### Olimpia
A Szovjetunióban, Moszkva városában rendezték a XXII., az 1980. évi nyári olimpiai játékok birkózó tornáját, ahol 100 kilogrammban a 10. lett.
Dél-Koreában, Szöulban rendezték, a XXIV., az 1988. évi nyári olimpiai játékokat, ahol egy súlyos vállsérülés miatt nem tudott tovább versenyezni, ezért csak 8. helyezést ért el.

### Ifjúsági Barátságverseny
Ifjúsági Barátságversenyeket minden olimpiai sportágban évente megrendezték egymás között az akkori szocialista országok.
- 1977-ben már 17 évesen, az eggyel idősebbek között, kötött-fogásban +85 kilogrammos súlycsoportban aranyérmes lett a Német Demokratikus Köztársaság városában, Suhlban.
- 18 évesen, 1978-ban is megnyerte a +87 kilósok versenyét, ezúttal az egykori Csehszlovákia Havlickuv Brod nevű városában, a szakemberek óriási karriert jósoltak neki.

### Magyar bajnokság
Kötött-fogásban a 100 kilogrammos súlycsoportban 1979-től, 1981, 1982, 1983, 1984, 1986, 1986, 1988-ig nyolc aranyérmet nyert.

## Sportvezetőként
A Magyar Birkózószövetség (MBSZ) főtitkára. A Magyar Olimpiai Bizottság (MOB) tagja.

## Díjai, elismerései
- A birkózó Hírességek csarnokának a tagja (sportvezető) (2013)[3]